# استیون استیلز
استیون استیلز (انگلیسی: Stephen Stills؛ زادهٔ ۳ ژانویهٔ ۱۹۴۵) یک موسیقی‌دان اهل ایالات متحده آمریکا است.
 وی از سال ۱۹۶۲ میلادی تاکنون مشغول فعالیت بوده‌است.